# Цукурино
Цуку́рино (укр. Цуку́рине) — посёлок в Донецкой области Украины. Административно подчиняется Селидовскому городскому совету. Административный центр Цукуринского поселкового совета.

## История
С 29 октября 2024 года захвачено Вооружёнными силами Российской Федерации.

## География
Цукурино разделён железной дорогой, на которой находится грузовая станция Цукуриха. Станция является малым узлом ветвей Кураховка — Покровск и Рутченково — Покровск.
Посёлок ассоциативно разделяется на восточную и западную части. На каждой из них есть как и частный сектор, так и двухэтажные дома.
В западной части находятся:
- Бывшая Новоселидовская птицефабрика;
- Бывшая школа № 29 Селидовского ГорОО (девятилетка);
- Тракторная бригада птицефабрики;
- Дом культуры птицефабрики
- Грузовая станция Цукуриха с прилегающим к ней техкомплексом

Также в западной части есть два поселковых кладбища: одно недалеко от жилого сектора на юг, другое — недалеко от поля, граничащего с селом Кременная балка Марьинского района.
В восточной части находятся:
- Гараж бывшего Селидовского ОРС (ныне частная мастерская);
- ЗАО «ЦОФ № 105» (на базе бывшей шахты № 105 ОАО «Селидовуголь»);
- Школа № 26 Селидовского ГорОО (десятилетка);
- Бывшие строения — базы Селидовского ОРС (которые ныне арендованы местными предпринимателями);

ЗАО «ЦОФ № 105» имеет подъезд как по железной дороге (ветвь Цукуриха — Кураховка), так и по автодороге (отрезок трассы Цукурино — Горняк).
В большинстве местное население занято работой на близлежащих угольных предприятиях региона.
Местной достопримечательностью является памятник погибшим солдатам.
Близлежащие населённые пункты:
- На северо-запад — Селидово (8 км.);
- На юго-восток — Горняк (3 км);
- На восток — Украинск (2 км);
- На юг — село Кременная Балка (Марьинский район) (1 км)